# Сент-Аман-де-Кот
Сент-Ама́н-де-Кот (фр. Saint-Amans-des-Cots, окс. Sant Amanç) — коммуна во Франции, находится в регионе Окситания. Департамент — Аверон. Административный центр кантона Сент-Аман-де-Кот. Округ коммуны — Родез.
Код INSEE коммуны — 12209.
Коммуна расположена приблизительно в 470 км к югу от Парижа, в 155 км северо-восточнее Тулузы, в 39 км к северу от Родеза.

## Население
Население коммуны на 2008 год составляло 773 человека.
| 1962 | 1968 | 1975 | 1982 | 1990 | 1999 | 2008 |
| ---- | ---- | ---- | ---- | ---- | ---- | ---- |
| 938  | 1020 | 931  | 992  | 859  | 771  | 773  |

## Экономика

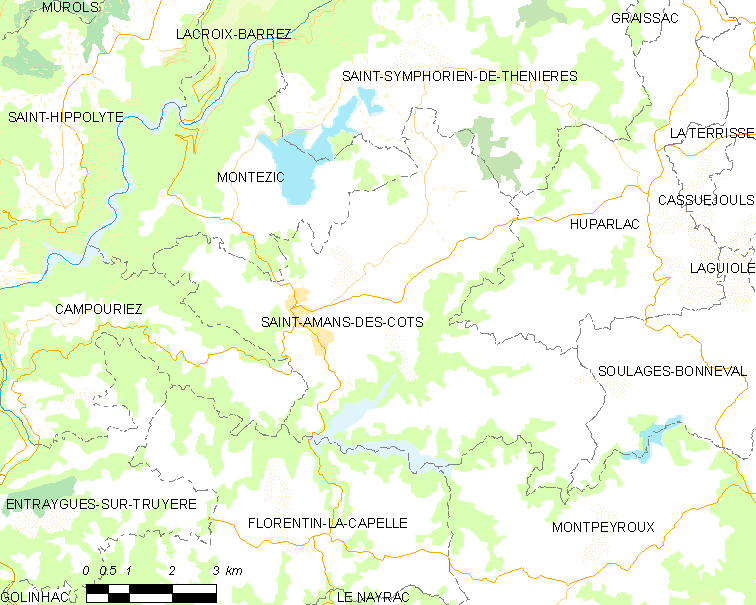
Карта коммуны

В 2007 году среди 411 человек в трудоспособном возрасте (15—64 лет) 308 были экономически активными, 103 — неактивными (показатель активности — 74,9 %, в 1999 году было 64,3 %). Из 308 активных работали 291 человек (164 мужчины и 127 женщин), безработных было 17 (7 мужчин и 10 женщин). Среди 103 неактивных 20 человек были учениками или студентами, 49 — пенсионерами, 34 были неактивными по другим причинам.